# Rand Daily Mail

The Rand Daily Mail était un quotidien national sud-africain de langue anglaise, publié à Johannesburg et opposé à la politique d'apartheid. Fondé en 1902, le titre a cessé d'être publié en 1985. Journal d'inspiration libérale et capitaliste, il était proche du parti progressiste fédéral.
Il est aussi connu pour ses révélations dans le scandale de l'information qui avait amené Connie Mulder à démissionner du gouvernement puis John Vorster à quitter la présidence sud-africaine. 

## Histoire
Le Rand Daily Mail est fondé à Johannesburg en 1902 par Edgar Wallace et Harry Freeman Cohen, à la fin de la seconde guerre des Boers. Il succédait au journal local Standard and Diggers News, favorable aux Boers et qui avait fait faillite. Le journal est lancé le 22 septembre 1902. À la mort de Freeman en 1904, le titre est acquis par Abe Bailey, un homme d'affaires des mines sud-africaines, pro-britannique, qui en fait un journal populaire de langue anglaise, apprécié autant par les ouvriers blancs des mines que par le monde des affaires. 
Durant les années 1930, le Rand Daily Mail est considéré comme l'un des piliers capitalistes de la chambre des mines sud-africaines et est politiquement, un partisan du Parti uni de James Barry Hertzog et de Jan Smuts. En 1939, il apporte son soutien à Smuts et aux partisans de l'entrée en guerre de l'Union sud-africaine contre l'Allemagne nazie. Lors des élections générales de 1948, il se range encore au côté de Smuts et du Parti uni contre Daniel François Malan et le parti national. À la suite de la victoire de ces derniers, il devient un journal d'opposition. 
En 1957, le nouveau rédacteur en chef, Laurence Owen Vine Gandar, transforme radicalement la ligne éditoriale du journal en quotidien d'opinion progressiste fermement opposé à la politique d'apartheid mené par le gouvernement sud-africain. Le journal devient alors la bête noire du gouvernement qui multiplie les mesures de censures à son égard.
Sous la direction d'Allister Sparks, le Rand Daily Mail révèle au grand public le scandale de l'information impliquant notamment son concurrent, The Citizen et qui conduit un ministre et le président de la république à démissionner. Sparks est alors récompensé, dans la catégorie internationale, par le titre de rédacteur en chef de l'année par le New York Times. 
En 1981, le conseil d'administration licencie néanmoins Allister Sparks afin que le journal se recentre sur son lectorat blanc. Mais les finances sont en mauvais état et en 1985, le Rand Daily Mail cesse d'être publié.  
Le journal The Sowetan a qualifié le Rand Daily Mail de « premier journal blanc (d'Afrique du Sud) regardant les noirs comme des êtres humains » .  
Les successeurs du Rand Daily Mail furent Business Day pour le créneau du monde des affaires et le Weekly Mail (aujourd'hui le Mail & Guardian) pour celui de la politique.

## Rédacteurs en chef
- 1957-1965: Laurence Gandar
- 1965-1977: Raymond Louw
- 1977-1981: Allister Sparks

## Contributeurs
- Hermann Giliomee
- Ivor Benson
- Alf Kumalo